# IBM 305 RAMAC

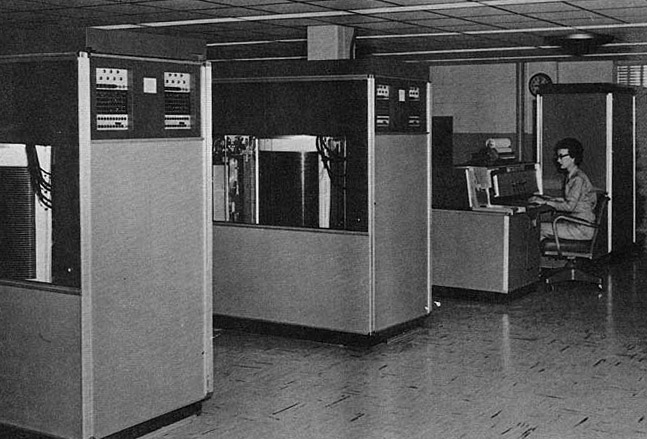
Komputer IBM 305 w arsenale Armii Stanów Zjednoczonych w Red River
Pierwszy plan: dwa twarde dyski typu 350. Tło: Konsola typu 380 oraz jednostka przetwarzająca 305.

IBM 305 RAMAC – pierwszy komercyjny komputer, w którym jako pamięć zewnętrzną (dodatkową) wykorzystano napęd dysku twardego z ruchomą głowicą. Firma IBM wprowadziła napędy tego typu do sprzedaży 4 września 1956, sam komputer zaś trafił na rynek 13 września tego samego roku.
Skrót RAMAC oznaczał „Random Access Method of Accounting and Control” (pl. metoda księgowania i kontroli o dostępie swobodnym). Projekt komputera inspirowany był potrzebą zastąpienia stosowanego wcześniej sposobu przechowywania danych na kartach perforowanych. Pierwszy wprowadzony w amerykańskim przemyśle samochodowym system RAMAC rozpoczął pracę w roku 1957 w oddziale MOPAR firmy Chrysler, zastępując tam karty perforowane używane jako część systemu kontroli stanu części zapasowych oraz systemu przetwarzania zamówień. Jednostka 305 była jednym z ostatnich budowanych przez IBM komputerów opartych na lampach elektronowych. Napęd dysków IBM 350 miał zdolność przechowywania pięciu milionów ośmiobitowych (7 bitów danych plus jeden bit parzystości) znaków, co stanowiło równowartość około 4,4 megabajta, składowanych na 50 dwudziestoczterocalowych dyskach. Ścieżki odczytywane i zapisywane były przez dwa niezależne ramiona z głowicami, poruszające się w górę i w dół do żądanego dysku oraz do środka i na zewnątrz, by osiągnąć pożądaną ścieżkę. Każde ramię poruszane było przez serwomechanizm. Średni czas dostępu do losowej ścieżki wynosił 600 milisekund. W latach 50. XX wieku do linii produktów IBM dodała kilka modeli o usprawnionym działaniu. System IBM RAMAC 305 z pamięcią masową model 350 można było wypożyczyć za 3200 ówczesnych dolarów miesięcznie (dziś ok. 24 800 dolarów) lub kupić za 160 000 dolarów (dziś ok. 1 241 000 USD).
Firma zbudowała ponad tysiąc systemów, kończąc ich produkcję w roku 1961. Sam komputer RAMAC stał się modelem przestarzałym w roku 1962, kiedy na potrzeby komputera IBM 1401 stworzono napęd dyskowy IBM 1405. Komputery serii 305 zostały wycofane w roku 1969.

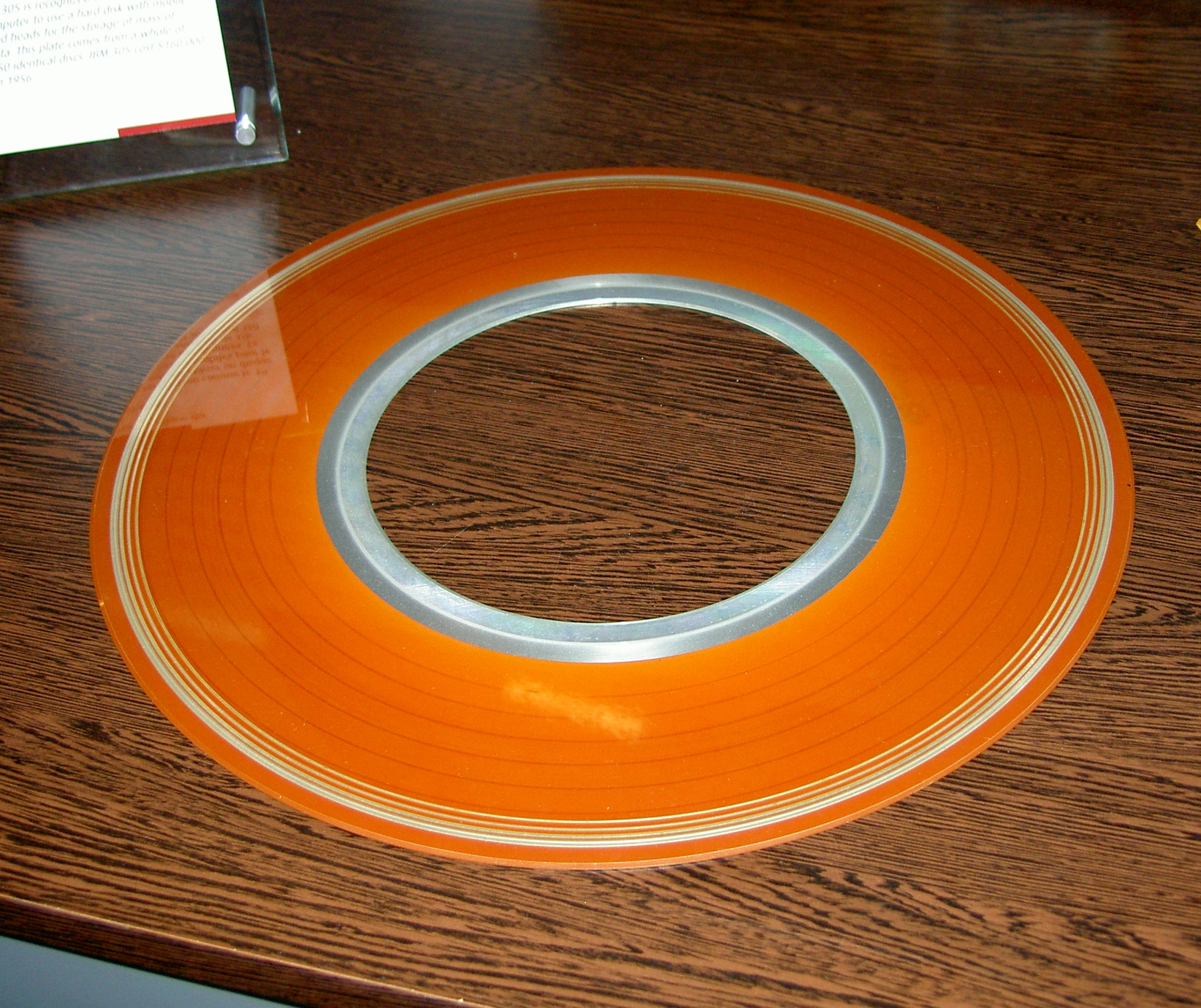
Pojedynczy dysk.